# 北门河 (清水江)
北门河也称清水河，位于中国云南省东南部文山壮族苗族自治州丘北县境内，是清水江左岸支流。因流经丘北县城北门，故名。
北门河发源于丘北县八道哨彝族乡五家寨西部，向东流经普者黑湖泊群，转东南流，经丘北县城锦屏镇北以及平寨乡，最后于天星乡法白村东北入清水江。全长61.5公里，落差727米，流域面积1533.5平方公里。平均年径流量3.15亿立方米。县城西北有建于清代的象鼻岭古水利工程，至今仍在工作，为云南省文物保护单位。